# Двощілинний експеримент Юнга
У сучасній фізиці експеримент із подвійною щілиною є демонстрацією того, що світло та матерія можуть демонструвати характеристики як класично визначених хвиль, так і частинок; більше того, він демонструє фундаментально ймовірнісний характер квантово-механічних явищ. Цей тип експерименту вперше був проведений Томасом Юнгом у 1801 році як демонстрація хвильової поведінки видимого світла. У той час вважалося, що світло складається або з хвиль, або з частинок. З початком сучасної фізики, приблизно через сто років, було зрозуміло, що світло насправді може демонструвати поведінку, характерну як для хвиль, так і для частинок. У 1927 році Девіссон і Джермер продемонстрували, що електрони демонструють однакову поведінку, яку пізніше поширили на атоми та молекули. Експеримент Томаса Юнга зі світлом був частиною класичної фізики задовго до розвитку квантової механіки та концепції дуалізму хвиля–частка. Він вважав, що це демонструє правильну хвильову теорію світла, і його експеримент іноді називають експериментом Юнга або щілинами Юнга.
Експеримент належить до загального класу експериментів із «подвійним шляхом», у яких хвиля розбивається на дві окремі хвилі (хвиля зазвичай складається з багатьох фотонів і її краще називати фронтом хвилі, не плутати з властивостями хвилі окремого фотона), які пізніше об’єднуються в одну хвилю. Зміни в довжинах шляху обох хвиль призводять до фазового зсуву, створюючи інтерференційну картину. Іншою версією є інтерферометр Маха-Цендера, який розділяє промінь за допомогою дільника променя.
У базовій версії цього експерименту джерело когерентного світла, наприклад лазерний промінь, освітлює пластину, пронизану двома паралельними щілинами, і світло, що проходить через щілини, спостерігається на екрані за пластиною. Хвильова природа світла призводить до того, що світлові хвилі, що проходять через дві щілини, взаємодіють, утворюючи яскраві та темні смуги на екрані – результат, який не очікувався б, якби світло складалося з класичних частинок. Однак світло завжди поглинається на екрані в окремих точках у вигляді окремих частинок (не хвиль); інтерференційна картина з'являється через різну щільність попадання цих частинок на екран. Крім того, версії експерименту, які включають детектори на щілинах, показують, що кожен виявлений фотон проходить через одну щілину (як класична частинка), а не через обидві щілини (як хвиля). Однак такі експерименти демонструють, що частинки не утворюють інтерференційної картини, якщо визначити, через яку щілину вони проходять. Ці результати демонструють принцип дуалізму хвиля–частка.
Виявлено, що інші об’єкти атомного масштабу, такі як електрони, демонструють таку саму поведінку, коли їх направляють у бік подвійної щілини. Крім того, виявлення окремих дискретних впливів є за своєю суттю імовірнісним, що неможливо пояснити за допомогою класичної механіки.
Експеримент можна проводити з істотами, набагато більшими за електрони та фотони, хоча це стає складніше зі збільшенням розміру. Найбільшими об’єктами, для яких був проведений експеримент із подвійною щілиною, були молекули, кожна з яких складалася з 2000 атомів (загальна маса яких становила 25 000 атомних одиниць маси).
Експеримент із подвійною щілиною (і його варіації) став класичним завдяки своїй чіткості у вираженні головних загадок квантової механіки. Оскільки це демонструє фундаментальне обмеження здатності спостерігача передбачати експериментальні результати, Річард Фейнман назвав це «явище, яке неможливо […] пояснити будь-яким класичним способом, і яке містить у собі суть квантової механіки. Насправді це містить єдину таємницю [квантової механіки]».

## Огляд

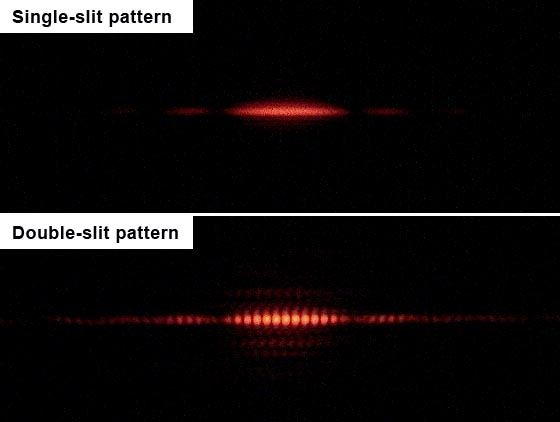
Така сама збірка з подвійними щілинами (0,7 мм між щілинами); на верхньому зображенні одна щілина закрита. На зображенні з однією щілиною дифракційна картина (слабкі плями з обох боків від основної смуги) утворюється через ненульову ширину щілини. Ця дифракційна картина також видно на зображенні з подвійною щілиною, але з багатьма меншими інтерференційними смугами.

Якби світло складалося виключно зі звичайних або класичних частинок, і ці частинки були випущені по прямій лінії через щілину та дозволили їм вдарити по екрану з іншого боку, ми очікували б побачити малюнок, який відповідає розміру та формі щілини. Однак, коли цей «експеримент з однією щілиною» фактично виконується, візерунок на екрані є дифракційним малюнком, у якому світло розсіюється. Чим менше щілина, тим більше кут розкиду. Верхня частина зображення показує центральну частину візерунка, який утворюється, коли червоний лазер висвітлює щілину, і, якщо дивитися уважно, дві слабкі бічні смуги. Більше смуг можна побачити за допомогою більш вдосконаленого апарату. Дифракція пояснює візерунок як результат інтерференції світлових хвиль від щілини.
Якщо висвітлити дві паралельні щілини, світло з двох щілин знову інтерферує. Тут інтерференція являє собою більш виражену картину з серією чергування світлих і темних смуг. Ширина смуг є властивістю частоти освітлюючого світла. (Дивіться нижню фотографію праворуч. ) Коли Томас Юнг (1773–1829) вперше продемонстрував це явище, він вказав, що світло складається з хвиль, оскільки розподіл яскравості можна пояснити по черзі адитивною та субтрактивною інтерференцією хвильових фронтів. Експеримент Янга, проведений на початку 1800-х років, зіграв вирішальну роль у розумінні хвильової теорії світла, перемігши корпускулярну теорію світла, запропоновану Ісааком Ньютоном, яка була прийнятою моделлю поширення світла в 17 і 18 століттях. Однак пізніше відкриття фотоефекту показало, що за різних обставин світло може поводитися так, ніби воно складається з окремих частинок. Ці, здавалося б, суперечливі відкриття змусили вийти за рамки класичної фізики та взяти до уваги квантову природу світла.
Фейнман любив казати, що всю квантову механіку можна отримати, ретельно обмірковуючи наслідки цього єдиного експерименту. Він також запропонував (як уявний експеримент), що якщо детектори розташувати перед кожною щілиною, інтерференційна картина зникне.
Співвідношення подвійності Енглерта–Грінбергера забезпечує детальний розгляд математики подвійної щілинної інтерференції в контексті квантової механіки.
Експеримент із подвійною щілиною низької інтенсивності вперше був проведений Г. І. Тейлором у 1909 році  шляхом зменшення рівня падаючого світла до тих пір, поки події випромінювання/поглинання фотонів не перекривалися. Експеримент із подвійною щілиною не проводився ні з чим іншим, крім світла, до 1961 року, коли Клаус Йонссон з Тюбінгенського університету виконав його з електронними променями. У 1974 році італійські фізики П’єр Джорджіо Мерлі, Джан Франко Міссіролі та Джуліо Поцці повторили експеримент, використовуючи одиночні електрони та біпризму (замість щілин), показавши, що кожен електрон взаємодіє сам із собою, як передбачала квантова теорія. У 2002 році читачі Physics World визнали одноелектронну версію експерименту «найкрасивішим експериментом».
У 2012 році Стефано Фраббоні та його колеги зрештою провели експеримент із подвійною щілиною з електронами та справжніми щілинами, дотримуючись оригінальної схеми, запропонованої Фейнманом. Вони направили поодинокі електрони в нанофабриковані щілини (близько 100 шириною нм) і, збираючи пропущені електрони за допомогою одноелектронного детектора, вони могли показати накопичення подвійної щілинної інтерференційної картини.
У 2018 році в Позитронній лабораторії (L-NESS, Politecnico di Milano) Рафаеля Феррагута в Комо (Італія) група під керівництвом Марко Джаммаркі вперше продемонструвала інтерференцію однієї частинки для антиматерії.

## Варіанти експерименту

### Інтерференція окремих частинок

Створення інтерференційної картини від виявлення окремих частинок

Важлива версія цього експерименту включає окремі частинки. Посилання частинок через апарат із подвійною щілиною по черзі призводить до того, що на екрані з’являються окремі частинки, як і очікувалося. Примітно, однак, що інтерференційна картина виникає, коли цим частинкам дозволяють накопичуватися одна за одною (див. зображення поруч). Це демонструє подвійність хвиля-частинка, яка стверджує, що вся матерія демонструє властивості як хвилі, так і частинки: частинка вимірюється як один імпульс в одній позиції, тоді як хвиля описує ймовірність поглинання частинки в певному місці на екрані. Доведено, що це явище відбувається з фотонами, електронами, атомами і навіть деякими молекулами. Успіх був досягнутий з бакмінстерфуллереном (C
60) у 2001 році з 2 молекулами по 430 атомів (C
60(C
12F
25)
10 та C
168H
94F
152O
8N
4S
4) у 2011 р. та з молекулами до 2000 атомів у 2019 р.
Імовірність виявлення дорівнює квадрату амплітуди хвилі та може бути обчислена за допомогою класичних хвиль (див. нижче). З моменту виникнення квантової механіки деякі теоретики шукали способи включити додаткові детермінанти або «приховані змінні», які, якби вони стали відомими, пояснювали б місце кожного окремого зіткнення з ціллю.

### Інтерферометр Маха-Цандера

Фотони в інтерферометрі Маха–Цендера виявляють хвилеподібну інтерференцію та частинково-подібне детектування на однофотонних детекторах.

Інтерферометр Маха-Цендера можна розглядати як спрощену версію експерименту з подвійною щілиною. Замість того, щоб поширюватися через вільний простір після двох щілин і потрапляти в будь-яку позицію на розширеному екрані, в інтерферометрі фотони можуть поширюватися лише двома шляхами та потрапляти на два дискретні фотодетектори. Це дає змогу описати його за допомогою простої лінійної алгебри у розмірності 2, а не диференціальних рівнянь.

### Експерименти «в який бік» і принцип комплементарності
Відомий уявний експеримент передбачає, що якщо детектори частинок розташувати в щілинах, показуючи, через яку щілину проходить фотон, інтерференційна картина зникне. Цей експеримент ілюструє принцип комплементарності, згідно з яким фотони можуть поводитися як частинки або хвилі, але не можуть спостерігатися як обидва одночасно. Незважаючи на важливість цього уявного експерименту в історії квантової механіки (наприклад, див. обговорення версії цього експерименту Ейнштейна), технічно здійснимі реалізації цього експерименту не було запропоновано до 1970-х років. (Наївні реалізації уявного експерименту підручника неможливі, оскільки фотони не можуть бути виявлені без поглинання фотона.) В даний час було проведено кілька експериментів, що ілюструють різні аспекти комплементарності.

### Відкладений вибір і варіації квантової гумки

Діаграма експерименту Вілера із запізнілим вибором, що показує принцип визначення шляху фотона після його проходження через щілину

Експерименти Вілера з відкладеним вибором демонструють, що отримання інформації про те, який шлях відбувається після того, як частинка проходить через щілини, може заднім числом змінити її попередню поведінку в щілинах.
Експерименти з квантовою гумкою демонструють, що поведінку хвилі можна відновити, стираючи або іншим чином роблячи назавжди недоступною інформацію «який шлях».

### Слабке вимірювання
Під час широкого розголосу експерименту в 2012 році дослідники стверджували, що визначили шлях, який пройшла кожна частинка, без будь-яких негативних впливів на інтерференційну картину, створювану частинками. Для цього вони використали таку установку, що частинки надходять на екран не з точкового джерела, а з джерела з двома максимумами інтенсивності. Однак такі коментатори, як Свенссон, зазначили, що фактично немає конфлікту між слабкими вимірюваннями, виконаними в цьому варіанті експерименту з подвійною щілиною, і принципом невизначеності Гейзенберга. Слабке вимірювання з наступним добором не дозволяло одночасне вимірювання позиції та імпульсу для кожної окремої частинки, а скоріше дозволило виміряти середню траєкторію частинок, які прибули в різні позиції. Іншими словами, експериментатори створювали статистичну карту ландшафту повної траєкторії.

### Інші варіації

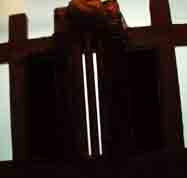
Лабораторна двощілинна збірка; відстань між верхніми стійками приблизно 2,5 см (один дюйм).

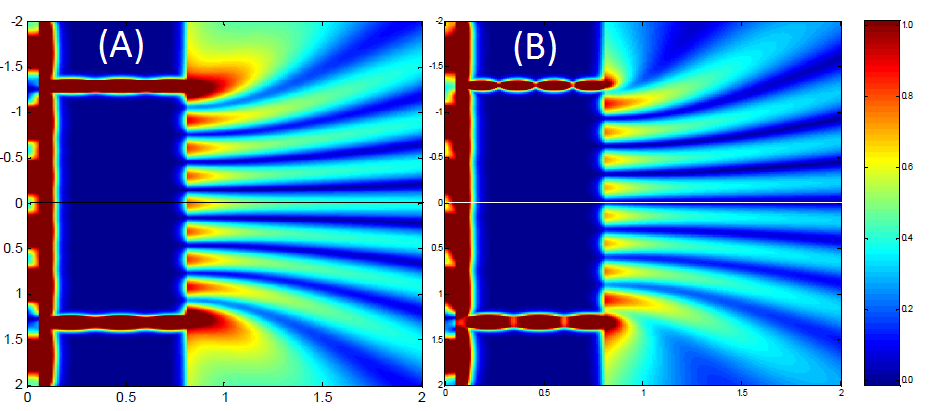
Карти розподілу інтенсивності ближнього поля для плазмонних щілин однакової ширини (A) і нерівної ширини (B).

У 1967 році Пфлігор і Мандель продемонстрували інтерференцію з двох джерел, використовуючи два окремих лазери як джерела світла.
Експериментально було показано в 1972 році, що в системі з подвійною щілиною, де тільки одна щілина була відкрита в будь-який момент, інтерференція все ж спостерігалася, якщо різниця шляху була такою, що виявлений фотон міг вийти з будь-якої щілини. Умови експерименту були такими, що щільність фотонів в системі була набагато менше одиниці.
У 1999 році був успішно проведений квантовий інтерференційний експеримент (з використанням дифракційної решітки, а не двох щілин) з молекулами бакібола (кожна з яких містить 60 атомів вуглецю). Бакібол досить великий (діаметр близько 0,7 нм, майже в півмільйона разів більший за протон), який можна побачити під електронним мікроскопом.

#### Аналоги гідродинамічної пілотної хвилі
Було розроблено гідродинамічні аналоги, які можуть відтворити різні аспекти квантово-механічних систем, включаючи одночастинкову інтерференцію через подвійну щілину. Крапля силіконової олії, підстрибуючи вздовж поверхні рідини, саморухається через резонансну взаємодію з власним хвильовим полем. Крапля обережно розбризкує рідину з кожним відскоком. У той же час хвилі від минулих відскоків впливають на його курс. Взаємодія краплі з її власними брижами, які утворюють так звану пілотну хвилю, змушує її демонструвати поведінку, яка раніше вважалася властивою елементарним частинкам, включаючи поведінку, яку зазвичай сприймають як доказ того, що елементарні частинки поширюються в просторі, як хвилі, без жодних конкретному місці, поки вони не будуть виміряні.

## Формулювання класичної хвильової оптики

Двощілинна дифрактограма на плоскій хвилі

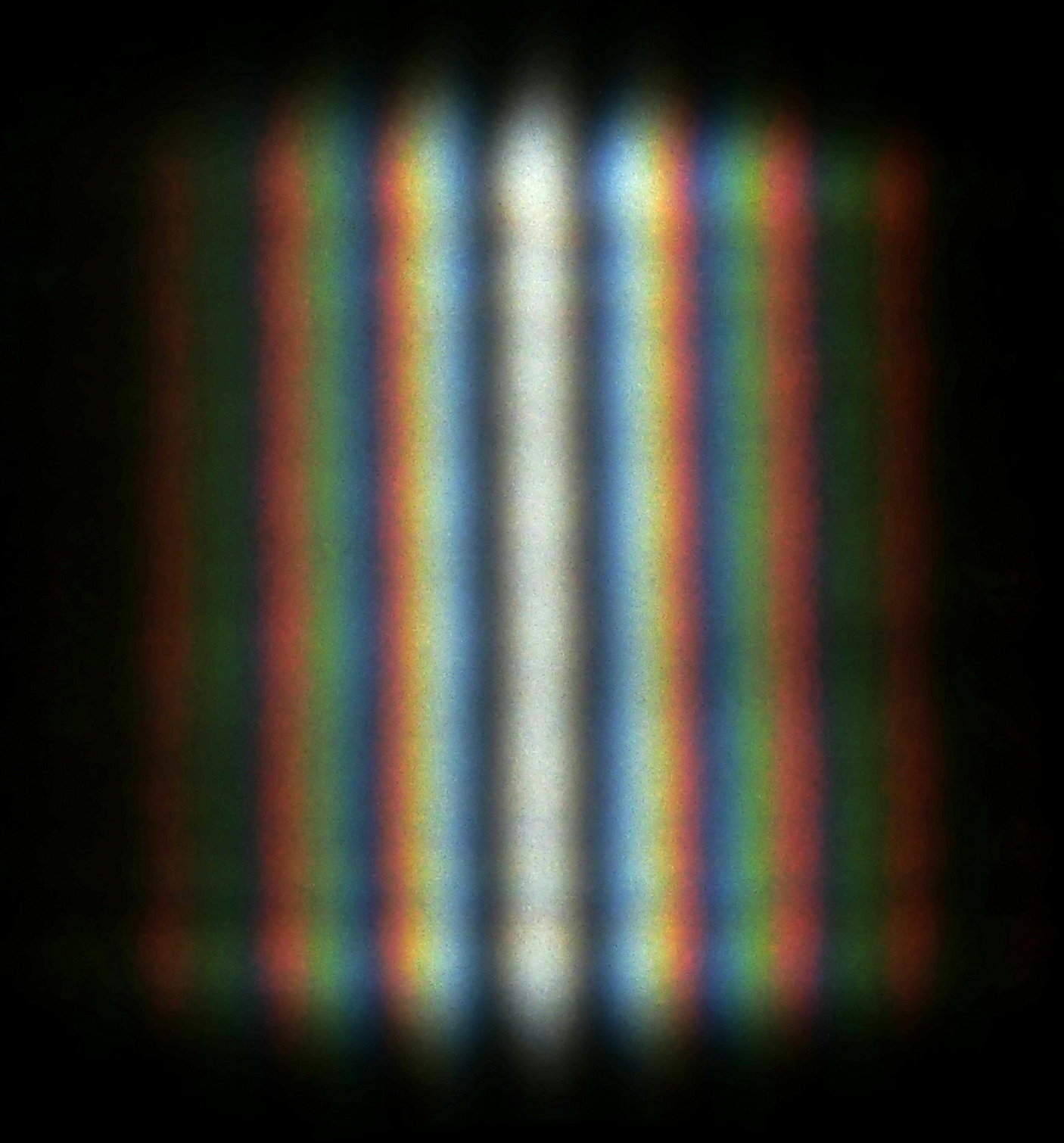
Фото двощілинної інтерференції сонячного світла.

Дві щілини освітлюються плоскою хвилею.

Значну частину поведінки світла можна змоделювати за допомогою класичної хвильової теорії. Принцип Гюйгенса-Френеля є однією з таких моделей; воно стверджує, що кожна точка на хвильовому фронті генерує вторинний вейвлет, і що збурення в будь-якій наступній точці можна знайти шляхом підсумовування внесків окремих вейвлетів у цій точці. Це підсумовування має враховувати фазу, а також амплітуду окремих вейвлетів. Можна виміряти лише інтенсивність світлового поля — вона пропорційна квадрату амплітуди.
В експерименті з подвійною щілиною дві щілини освітлюються квазімонохроматичним світлом одного лазера. Якщо ширина щілин досить мала (набагато менша за довжину хвилі лазерного світла), щілини дифрагують світло на циліндричні хвилі. Ці два циліндричні хвильові фронти накладаються, і амплітуда, а отже, інтенсивність у будь-якій точці комбінованих хвильових фронтів залежить як від величини, так і від фази двох хвильових фронтів. Різниця фаз між двома хвилями визначається різницею відстані, пройденої двома хвилями.
Якщо відстань огляду велика порівняно з відстанню між щілинами (дальнє поле), різницю фаз можна знайти за допомогою геометрії, показаної на малюнку внизу праворуч. Різниця шляху між двома хвилями, що поширюються під кутом θ, визначається як:
{\displaystyle d\sin \theta \approx d\theta }
Де d — відстань між двома щілинами. Коли дві хвилі знаходяться в фазі, тобто різниця ходу дорівнює цілому числу довжин хвиль, сумарна амплітуда, а отже, сумарна інтенсивність є максимальною, а коли вони знаходяться в протифазі, тобто різниця ходу дорівнює половині довжина хвилі, півтори довжини хвилі тощо, тоді дві хвилі скасовуються, а сумарна інтенсивність дорівнює нулю. Цей ефект відомий як інтерференція. Максимуми інтерференційних смуг виникають під кутами
{\displaystyle ~d\theta _{n}=n\lambda ,~n=0,1,2,\ldots }
де λ – довжина хвилі світла. Кутовий відстань між смугами, θf, визначається як
{\displaystyle \theta _{f}\approx \lambda /d}
Відстань між смугами на відстані z від щілин визначається як
{\displaystyle ~w=z\theta _{f}=z\lambda /d}
Наприклад, якщо дві щілини розділені на 0,5 мм ( d ), і освітлюються лазером з довжиною хвилі 0,6 мкм ( λ ), то на відстані 1 м ( z ) відстань між смугами становитиме 1,2 мм.
Якщо ширина щілин b є значною порівняно з довжиною хвилі, рівняння дифракції Фраунгофера необхідно для визначення інтенсивності дифрагованого світла наступним чином:
{\displaystyle {\begin{aligned}I(\theta )&\propto \cos ^{2}\left[{\frac {\pi d\sin \theta }{\lambda }}\right]~\mathrm {sinc} ^{2}\left[{\frac {\pi b\sin \theta }{\lambda }}\right]\end{aligned}}}
де функція sinc визначається як sinc( x ) = sin( x )/ x для x ≠ 0 і sinc(0) = 1.
Це показано на малюнку вище, де перша картина є дифракційною картиною однієї щілини, заданою функцією sinc у цьому рівнянні, а друга фігура показує загальну інтенсивність світла, дифрагованого від двох щілин, де cos функція представляє тонку структуру, а більш груба структура представляє дифракцію на окремих щілинах, як описано функцією sinc.
Подібні розрахунки для ближнього поля можна зробити, застосувавши рівняння дифракції Френеля, яке означає, що, коли площина спостереження наближається до площини, в якій розташовані щілини, дифракційні картини, пов’язані з кожною щілиною, зменшуються в розмірі, так що область, в якій виникають перешкоди, зменшується та може взагалі зникнути, якщо немає накладення двох дифрагованих картин.

## Інтерпретації експерименту
Подібно до уявного експерименту кота Шредінгера, експеримент із подвійною щілиною часто використовується, щоб підкреслити відмінності та схожість між різними інтерпретаціями квантової механіки.

### Копенгагенська інтерпретація
Копенгагенська інтерпретація, висунута деякими з піонерів у галузі квантової механіки, стверджує, що небажано припускати щось, що виходить за рамки математичних формул і типів фізичних апаратів і реакцій, які дозволяють нам отримати певні знання про те, що відбувається в атомному масштабі. Одну з математичних конструкцій, яка дозволяє експериментаторам дуже точно передбачати певні експериментальні результати, іноді називають хвилею ймовірності. У своїй математичній формі це аналогічно опису фізичної хвилі, але її «гребені» та «впадини» вказують на рівні ймовірності виникнення певних явищ (наприклад, спалаху світла в певній точці на екрані детектора) які можна спостерігати в макросвіті звичайного людського досвіду.

### Формулювання інтегралу по шляху

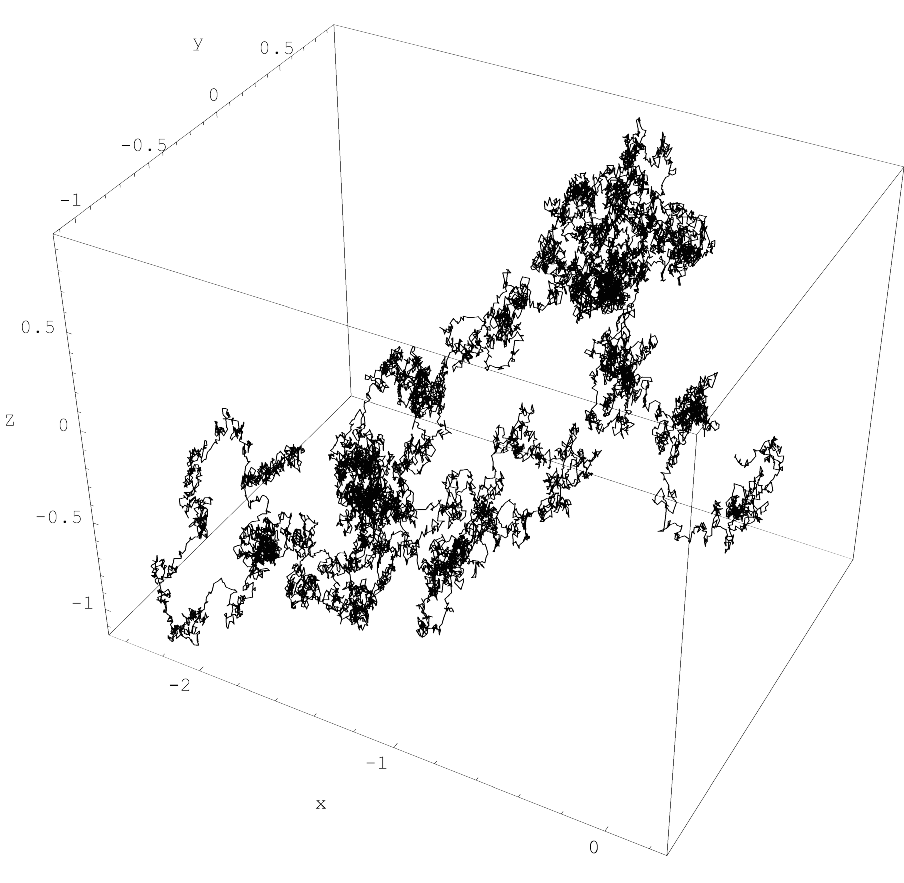
Один з нескінченної кількості рівноімовірних шляхів, що використовуються в інтегралі по траєкторіях Фейнмана (див. також: процес Вінера)

Копенгагенська інтерпретація подібна до формулювання інтегралу по траекторіях квантової механіки, наданого Фейнманом. Формулювання траєкторії замінює класичне поняття єдиної унікальної траєкторії для системи з сумою всіх можливих траєкторій. Траєкторії додаються за допомогою функціональної інтеграції.

### Реляційна інтерпретація

Приклад принципу невизначеності, пов'язаного з реляційною інтерпретацією. Чим більше відомо про положення частинки, тим менше відомо про швидкість, і навпаки

Відповідно до реляційної інтерпретації квантової механіки, вперше запропонованої Карло Ровеллі , такі спостереження, як ті, що відбуваються в експерименті з подвійною щілиною, є результатом взаємодії між спостерігачем (вимірювальним пристроєм) і об’єктом, який спостерігають (з яким фізично взаємодіють)., а не будь-яка абсолютна властивість, якою володіє об’єкт. У випадку електрона, якщо його спочатку «спостерігають» у певній щілині, тоді взаємодія спостерігач–частинка (фотон–електрон) включає інформацію про положення електрона. Це частково обмежує можливе розташування частинки на екрані. Якщо воно «спостерігається» (вимірюється за допомогою фотона) не в певній щілині, а скоріше на екрані, тоді немає інформації «про який шлях» як частини взаємодії, тому визначається «спостережуване» положення електрона на екрані строго за функцією ймовірності. Це робить отриманий малюнок на екрані таким же, якби кожен окремий електрон пройшов через обидві щілини.

### Багатосвітова інтерпретація
Фізик Девід Дойч у своїй книзі «Тканина реальності» стверджує, що експеримент із подвійною щілиною є доказом багатосвітової інтерпретації. Однак, оскільки кожна інтерпретація квантової механіки емпірично нерозрізнена, деякі вчені скептично ставляться до цього твердження.

### Теорія де Бройля–Бома
Альтернативою стандартному розумінню квантової механіки є теорія Де Бройля–Бома, яка стверджує, що частинки також завжди мають точне розташування, а їхні швидкості визначаються хвильовою функцією. Тож хоча в експерименті з подвійною щілиною одна частинка пройде через одну щілину, так звана «пілотна хвиля», яка впливає на неї, пройде через обидві. Дві траєкторії де Бройля-Бома були вперше розраховані Крісом Дьюдні під час роботи з Крісом Філіппідісом і Безілом Гілі в коледжі Біркбек (Лондон). Теорія де Бройля-Бома дає ті самі статистичні результати, що й стандартна квантова механіка, але позбавляє багатьох її концептуальних труднощів.

### Подальше читання
- Al-Khalili, Jim (2003). Quantum: A Guide for the Perplexed. London: Weidenfeld & Nicolson. ISBN 978-0-297-84305-4.
- Ananthaswamy, Anil (2018). Through Two Doors at Once: The Elegant Experiment That Captures the Enigma of Our Quantum Reality. Dutton/Penguin. ISBN 978-1-101-98609-7.
- Feynman, Richard P. (1988). QED: The Strange Theory of Light and Matter. Princeton University Press. ISBN 978-0-691-02417-2.
- Frank, Philipp (1957). Philosophy of Science. Prentice-Hall.
- French, A.P.; Taylor, Edwin F. (1978). An Introduction to Quantum Physics. Norton. ISBN 978-0-393-09106-9.
- Greene, Brian (2000). The Elegant Universe. Vintage. ISBN 978-0-375-70811-4.
- Greene, Brian (2005). The Fabric of the Cosmos. Vintage. ISBN 978-0-375-72720-7.
- Gribbin, John (1999). Q is for Quantum: Particle Physics from A to Z. Weidenfeld & Nicolson. ISBN 978-0-7538-0685-2.
- Hey, Tony (2003). The New Quantum Universe. Cambridge University Press. Bibcode:2003nqu..book.....H. ISBN 978-0-521-56457-1.
- Sears, Francis Weston (1949). Optics. Addison Wesley.
- Tipler, Paul (2004). Physics for Scientists and Engineers: Electricity, Magnetism, Light, and Elementary Modern Physics (вид. 5th). W. H. Freeman. ISBN 978-0-7167-0810-0.

### Інтерактивні анімації
- Гюйгенс і інтерференція

### Одночастинкові експерименти
- Веб-сайт із фільмом та іншою інформацією про перший експеримент із одним електроном Мерлі, Міссіролі та Поцці.
- Відео, яке показує, як окремі електронні події накопичуються для формування інтерференційної картини в експериментах із подвійною щілиною. Кілька версій із дикторським текстом і без нього (Розмір файлу = 3,6–10,4 МБ) (Тривалість фільму = 1 хв 8 с)
- Безкоштовний перегляд відео «Електронні хвилі розкривають мікрокосмос», виступ Акіри Тономури в Королівському інституті, наданий Vega Science Trust
- Веб-сайт Hitachi, який містить інформацію про відео Tonomura та посилання на відео

### Гідродинамічний аналог
- "Одночастинкова інтерференція макроскопічних об'єктів"
- Гідродинаміка пілотної хвилі: додаткове відео
- Крізь червоточину : Ів Кудер. Пояснює подвійність хвиля/частинка через кремнієві краплі

### Комп'ютерне моделювання
- Демонстрація Java інтерференції подвійної щілини Янга
- Симуляція, що виконується в Mathematica Player, у якій кількість квантових частинок, частота частинок і розділення щілин можна незалежно змінювати